# 7. Westpreußisches Infanterie-Regiment Nr. 155
Das 7. Westpreußische Infanterie-Regiment Nr. 155 war Infanterieverband der Preußischen Armee.

## Geschichte
Das Regiment wurde als Infanterie-Regiment Nr. 155 im Zuge der Heereserweiterung 1897 am 31. März 1897 gegründet und hatte seine Garnison in Ostrowo. Das III. Bataillon war in Pleschen stationiert. Unterstellt war das Regiment der 77. Infanterie-Brigade der 10. Division.
Es wurde aus den IV. (Halb)-Bataillonen des 1. Westpreußischen Grenadier-Regiments, des Westpreußischen Füsilier-Regiments sowie der niederschlesischen Infanterieregimenter Nr. 46 und Nr. 47 mit zunächst zwei Bataillonen gebildet.
Am 27. Januar 1902, seinem Geburtstag, erließ Wilhelm II. die Allerhöchste Kabinettsordre (A.K.O.), dass die bislang noch ohne landmannschaftliche Bezeichnung geführten Verbände zur besseren Unterscheidung und zur Traditionsbildung eine Namenserweiterung erhielten. Mehrere Verbände gleicher Landsmannschaft und gleicher Truppengattung sollten durch vorangestellte Ordnungsziffern unterschieden werden. Das Regiment führte daher ab diesem Zeitpunkt die Bezeichnung 7. Westpreußisches Infanterie-Regiment Nr. 155.

### Erster Weltkrieg
Zu Beginn des Ersten Weltkriegs machte das Regiment am 2. August 1914 mobil. Das II. Bataillon nahm Anfang August die polnisch-russische Grenzstadt Kalisz ein und war an der anschließenden Zerstörung von Kalisz beteiligt. Nach der vollständigen Mobilmachung wurde das Regiment mit dem V. Armee-Korps an die Westfront verlegt, wo es bis zum Kriegsende eingesetzt blieb.
Mit der 77. Infanterie-Brigade nahm es im Verbund mit der 10. Reserve-Division zunächst vom 22. bis 27. August 1914 an der Schlacht bei Longwy-Longuyon und am Othain-Abschnitt teil. Anschließend ging das Regiment bei Verdun bis 20. Februar 1916 in den Stellungskrieg über.
- - 6. bis 12. September 1914 --- Schlacht bei Vaudecourt-Fleury (Teile)
  - 6. Oktober bis 10. Oktober 1914 --- Gefecht bei Étain
  - 29. Oktober 1914 --- Gefecht bei Gercourt
- 21. Februar bis 13. April 1916 --- Schlacht bei Verdun
  - 24. Februar 1916 --- Erstürmung von Ornes
  - 25. Februar 1916 --- Erstürmung des Dorfes Bezonvaux
  - 26. Februar 1916 --- Erstürmung der Werke von Bezonvaux und Hardaumont
  - 7. bis 11. März 1916 --- Kämpfe um Dorf und Fort Vaux
- 15. Juni bis 22. September 1916 --- Stellungskämpfe in der Champagne
- 3. bis 14. Oktober 1916 ---Schlacht an der Somme
- 22. Oktober 1916 bis 7. Februar 1917 --- Stellungskämpfe vor Verdun
  - 2. Dezember 1916 --- Kämpfe auf Höhe 304
  - 28. Dezember 1916 --- Kämpfe auf dem „Toten Mann“
  - 25. bis 28. Januar 1917 --- Kämpfe auf Höhe 304
- 1. bis 14. März 1917 --- Kämpfe an der Aisne
- 15. März bis 5. April 1917 --- Stellungskämpfe an der Aisne
  - 4. April 1917 --- Gefecht bei Sapigneul und Le Godat
- 6. bis 16. April 1917 --- Schlacht an der Aisne
- 24. April bis 22. Juli 1917 --- Stellungskämpfe vor Verdun
  - 28. Juni bis 3. Juli 1917 --- Erstürmung der feindlichen Stellung vom Avocourt-Wald bis zur Höhe 304
  - 17. bis 18. Juli 1917 --- Kämpfe an der Straße Haucourt-Esnes
- 22. Juli bis 7. August 1917 --- Reserve der OHL bei Sedan
- 8. August bis 3. November 1917 --- Stellungskämpfe bei Reims
- 18. Dezember 1917 bis 24. Februar 1918 --- Stellungskämpfe bei Reims
- 21. März bis 6. April 1918 --- Große Schlacht in Frankreich
  - 21. bis 22. März 1918 --- Durchbruchschlacht bei St. Quentin-La Fère
  - 23. bis 24. März 1918 --- Kämpfe beim Übergang über die Somme und den Crozat-Kanal zwischen St. Christ und Tergnier
  - 25. bis 31. März 1918 --- Verfolgungskämpfe bis Montdidier-Noyon

Nach hohen Verlusten bei Roye-Rollot wurden die Reste des I. und II. Bataillons in einem Bataillon zusammengefasst. Am 10. April 1918 wurde das Regiment wieder auf drei Bataillone ergänzt.
- 27. Mai bis 13. Juni 1918 --- Schlacht bei Soissons und Reims
  - 27. Mai 1918 --- Erstürmung des Chemin des Dames
  - 28. Mai bis 1. Juni 1918 --- Verfolgungskämpfe zwischen Oise und Aisne und über die Vesle bis zur Marne
  - 30. Mai bis 13. Juni 1918 --- Angriffskämpfe westlich und südwestlich von Soissons
- 14. bis 19. Juni 1918 --- Stellungskämpfe zwischen Oise, Aisne und Marne
- 15. bis 17. Juli 1918 --- Angriffsschlacht in der Champagne
- 18. bis 25. Juli 1918 --- Abwehrschlacht zwischen Soissons und Reims
- 26. Juli bis 3. August 1918 --- Bewegliche Abwehrschlacht zwischen Marne und Vesle

Mitte August wurde das II. Bataillon des aufgelösten Infanterie-Regiments Nr. 455 eingegliedert und am 1. September erhielt das Regiment eine Minenwerfer-Kompanie.
- 25. August bis 3. September 1918 --- Stellungskämpfe an der Vesle
- 3. September bis 9. Oktober 1918 --- Kämpfe vor der Siegfriedfront
- 10. bis 12. Oktober 1918 --- Kämpfe vor der Hunding- und Brunhildfront
- 13. Oktober bis 1. November 1918 --- Kämpfe in der Hundingstellung

Aufgrund der schlechten Ersatzlage mussten nach weiteren schweren Verlusten am 2. November die 3., 7. und 9. Kompanie aufgelöst werden.
- 5. bis 11. November 1918 --- Rückzugskämpfe vor der Antwerpen-Maas-Stellung

### Verbleib
Nach Kriegsende marschierten die Reste des Regiments in die Heimat zurück, wo ab 2. Januar 1919 in Löwenberg die Demobilisierung erfolgte. Offiziell wurde es am 30. Juni 1919 aufgelöst.
Schon während der Demobilisierung begann man aus Teilen des Regiments im Januar 1919 mit der Aufstellung des Freiwilligen-Infanterie-Regiments 155. Dieses kam dann im Grenzschutz bei Lissa und Rawitsch zum Einsatz. Im März übernahm der Regimentsstab den Grenzschutz-Abschnitt Lissa. Die Einheit ging mit der Bildung der Vorläufigen Reichswehr als Stab und II. Bataillon in das Reichswehr-Schützen-Regiment 9 auf.
Die Tradition übernahm in der Reichswehr durch Erlass des Chefs der Heeresleitung General der Infanterie Hans von Seeckt vom 24. August 1921 die 9. Kompanie des 1. (Preußisches) Infanterie-Regiments.

## Kommandeure
| Dienstgrad     | Name                       | Datum                                  |
| -------------- | -------------------------- | -------------------------------------- |
| Oberst         | August Anheuser            | 1. April 1897 bis 13. September 1900   |
| Oberst         | Edmund von Rosainski       | 14. September 1900 bis 9. Oktober 1901 |
| Oberst         | Ernst von Diringshofen     | 10. Oktober 1901 bis 21. April 1905    |
| Oberst         | Heinrich Wilcke            | 22. April 1905 bis 30. April 1909      |
| Oberst         | Wilhelm Geyer              | 1. Mai bis 18. November 1909           |
| Oberst         | Rudolf Ottmer              | 19. November 1909 bis 21. April 1912   |
| Oberst         | Arnold von Heise-Rotenburg | 22. April 1912 bis 9. September 1914   |
| Oberstleutnant | Hans Preusker              | 10. September 1914 bis 30. März 1918   |
| Major          | Steuer                     | 31. März 1918 bis zur Demobilisierung  |